# Ordine di Žukov
L'ordine di Žukov (in russo О́рден Жу́кова?, Orden Žukova) è un'onorificenza della Federazione Russa.
È stato fondato il 9 maggio 1994 ed è stato assegnato per la prima volta il 25 aprile 1995.

## Assegnazione
L'ordine fino al 7 settembre 2010 era assegnato a:
- comandanti dell'esercito, i loro deputati, capi del personale, capi dei fronti e degli eserciti, comandanti di corpi, divisioni, brigate, insigniti del titolo di eroe dell'Unione Sovietica e premiati con gli ordini per distinzione nella guida delle truppe in operazioni di combattimento in durante la Grande Guerra Patriottica del 1941-1945;
- comandante delle flotte e loro supplenti, i comandanti di squadroni, basi navali, insigniti del titolo di Eroe dell'Unione Sovietica e premiati con gli ordini per distinzione nella guida delle truppe in operazioni di combattimento in durante la Grande Guerra Patriottica del 1941-1945;
- alti ufficiali nella posizione di comandante della divisione (brigata) e, soprattutto, nelle Forze Armate della Federazione Russa per meriti nello sviluppo e nel successo delle loro operazioni più importanti in tempo di guerra per la difensa la Patria.

L'Ordine dal 7 settembre 2010 è assegnato a comandanti, comandanti di unità militari, i loro aggiunti e alti ufficiali:
- per l'efficiente organizzazione e lo svolgimento delle operazioni militari in settori strategici o nelle operazioni militari, durante i quali, nonostante la superiorità numerica del nemico, sono stati raggiunti gli obiettivi dell'operazione;
- per abile manovra a terra e in aria per circondare il nemico;
- per l'iniziativa e la determinazione nella scelta del luogo e del tempo di applicazione dell'attacco principale, che ha permesso di sconfiggere il nemico a terra e in aria, pur mantenendo la capacità di combattimento e di continuare la sua ulteriore prosecuzione;
- per un break-through nemico zona difensiva, per l'ulteriore sviluppo dell'offensiva, per l'organizzazione della persecuzione, dell'ambiente, e della sconfitta del nemico;
- per la perseveranza nel respingere gli attacchi dei nemici dalla terra, dall'aria e dal mare, per truppe di mantenimento occupati in aree di responsabilità, per l'aver creato le condizioni per prendere l'iniziativa e privare il nemico nella prosecuzione delle operazioni offensive;
- per l'organizzazione e la gestione efficiente delle unità delle Forze Armate di stanza al di fuori della Federazione Russa, così come la protezione da parte dei cittadini di un attacco alle forze armate della Federazione Russa al di fuori della Federazione Russa.

## Insegne
- L'insegna, fino al 7 settembre 2010, era un medaglione circolare con la scritta dorata "Georgij Zhukov". Il medaglione era in argento con doratura sul busto Žukov, e con al di sotto rami di alloro e quercia. Žukov è raffigurato con l'uniforme del 1945, abrogata nel 1955, con le quattro medaglie di Eroe dell'Unione Sovietica.
- L'insegna, dal 7 settembre 2010, è una croce patente di 40 mm di larghezza dorata, i quattro bracci sono smaltati in rosso. Al centro, vi è un medaglione smaltato blu che porta il busto in rilievo in oro placcato in argento di mezzo Georgij Žukov girato a destra, sotto di lui, vi sono rami di alloro e di quercia. Sopra il busto di Žukov, la scritta dorata "GEORGIJ ŽUKOV" (Russo: ГЕОРГИЙ ЖУКОВ). L'inverso è nudo, tranne per la presenza del numero di serie.
- Il nastro è giallo con al centro i colori della bandiera russa.